# Aortite sifilitica
L'aortite sifilitica è un'arterite infettiva localizzata all'aorta, manifestazione della sifilide terziaria. È un'infiammazione dell'aorta associata allo stadio terziario dell'infezione da sifilide. L'aortite sifilitica inizia come infiammazione dello strato più esterno del vaso sanguigno, compresi i vasi sanguigni che forniscono sangue all'aorta stessa, il vasa vasorum. Man mano che l'aortite sifilitica peggiora, il vasa vasorum subisce un ispessimento iperplastico delle pareti limitando così il flusso sanguigno e causando ischemia dei due terzi esterni della parete aortica. Affamati di ossigeno e sostanze nutritive, le fibre elastiche diventano irregolari e le cellule muscolari lisce muoiono. Se la malattia progredisce, l'aortite sifilitica porta ad un aneurisma aortico. Nel complesso, la sifilide terziaria è una rara causa di aneurismi aortici. L'aortite sifilitica è diventata rara nei paesi sviluppati con l'avvento dei trattamenti con penicillina dopo la seconda guerra mondiale.

## Epidemiologia
Si manifesta raramente nei pazienti, generalmente 10-15 anni dopo l'infezione primaria.

## Fisiopatologia
Il batterio Treponema pallidum viene portato, attraverso i vasa vasorum, a livello dello strato più esterno della parete dell'arteria (tonaca avventizia), causando una reazione infiammatoria che coinvolge sia lo stesso strato esterno (periaortite) sia lo strato intermedio (mesoaortite).
Come conseguenza dell'infiammazione la parete aortica può andare incontro a numerosi microinfarti, con danneggiamento delle cellule muscolari e delle fibre elastiche che la compongono, creando aree di minore resistenza. Il coinvolgimento infiammatorio della sifilide terziaria inizia all'avventizia dell'arco aortico che causa progressivamente endarterite obliterativa del vasa vasorum. [3] Ciò porta al restringimento del lume del vasa vasorum, causando una lesione ischemica dell'arco aortico mediale e infine la perdita del supporto elastico e la dilatazione della nave. La dissezione dell'arco aortico è rara a causa di cicatrici mediali. Come risultato di questo avanzato processo patologico, i normali metodi di angiografia / angioplastica possono essere impossibili per i soggetti con sospetta malattia coronarica.

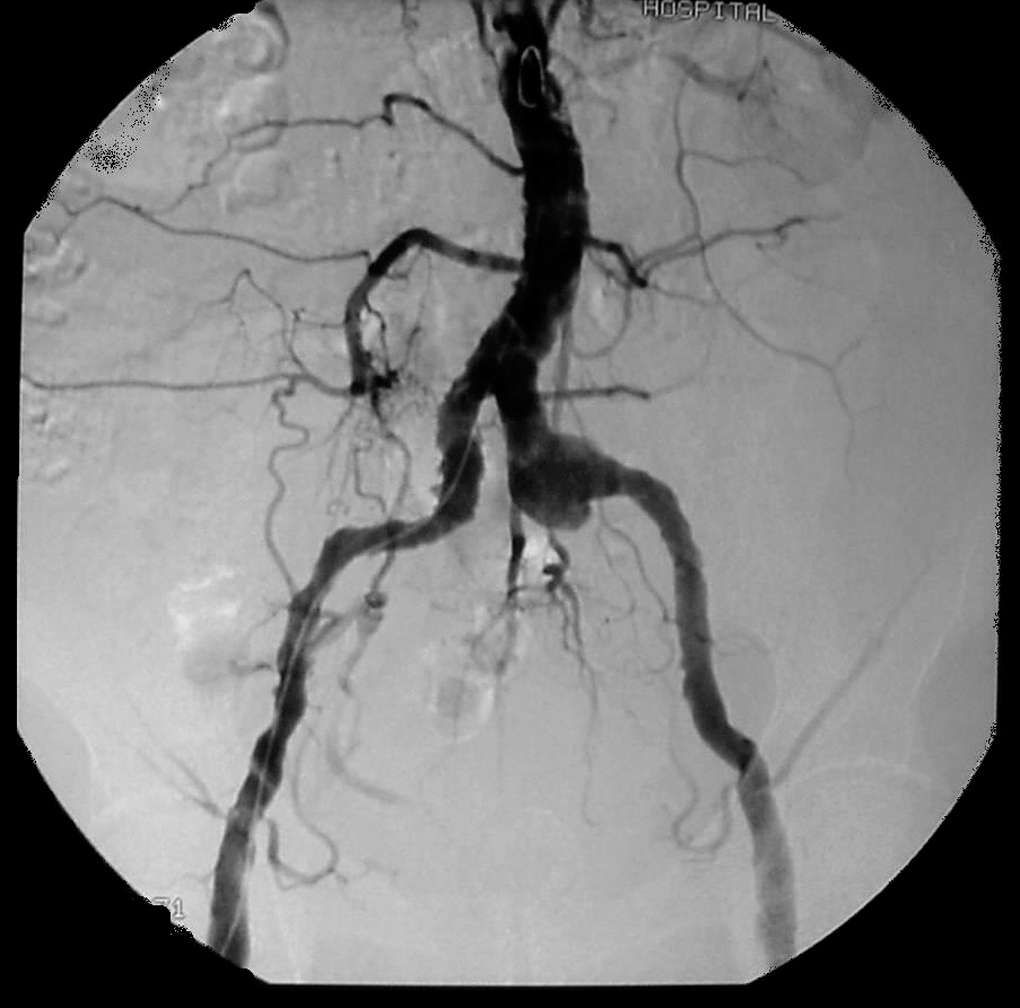
Aneurisma micotico dell'arteria iliaca sinistra

A livello dello strato più interno (tonaca intima) possono formarsi calcificazioni con conseguente degenerazione aterosclerotica.

### Complicanze
- aneurisma aortico in genere localizzato all'aorta ascendente
- insufficienza aortica
- stenosi coronarica

## Anatomia Patologica
Macroscopicamente si caratterizza come una endoarterite obliterante dei vasa vasorum della tonaca avventizia. A livello microscopico si nota una proliferazione dell'endotelio a manicotto, necrosi a livello della tonaca media e un'infiltrazione perivasale di macrofagi intorno ai vasa vasorum. Possibile anche un infiltrato di linfociti e plasmacellule.

## Clinica

### Segni e sintomi
Circa un terzo dei pazienti è asintomatico, e il riscontro di aortite sifilitica può essere solo autoptico.

### Esami di laboratorio e strumentali
A RX e TAC si nota un ingrandimento dell'arco aortico e la presenza di microcalcificazioni diffuse. Questo tuttavia è un reperto comune nella degenerazione aterosclerotica e non permette una diagnosi differenziale, che può essere effettuata tramite anamnesi e positività ai test diagnostici per la sifilide.

## Trattamento
La terapia prevede l'eradicazione dell'infezione sifilitica tramite penicillina.